# Nike Air Max 97
Las Nike Air Max 97 son parte de la línea Air Max de Nike de los zapatos vendidos y liberados por Nike, Inc..

## Visión general
Las Nike Air Max 97 fueron lanzadas en 1997. Se dice comúnmente que el diseño del zapato está inspirado en los trenes bala de Japón, pero el diseño está mayormente inspirado en realidad a las ondas en el agua cuando cae una gota de lluvia, y el color plata en las bicicletas de montaña. Las Air Max 97 fueron los primeros zapatos de Nike que introdujeron el cuerpo entero de aire. Las Air Max 97 también introdujeron un sistema de cordones oculto.

## Popularidad e impacto
En sus inicios en 1997, el diseño de las Air Max 97 atrajo tanto a admiradores como a críticos. De hecho, las Air Max 97 pasaron menos de un año en los estantes de las tiendas, aunque fueron muy populares en Italia, España y Serbia.  En su lanzamiento en 1997, las Air Max 97 se vendían al por menor a 150 dólares. 
En comparación con sus predecesores, tenía un precio de 10 dólares más.
En 2017, dada la ocasión del 20 aniversario de las zapatillas, Nike lanzó nuevos colores y colaboraciones.